# タウンエンド・リング

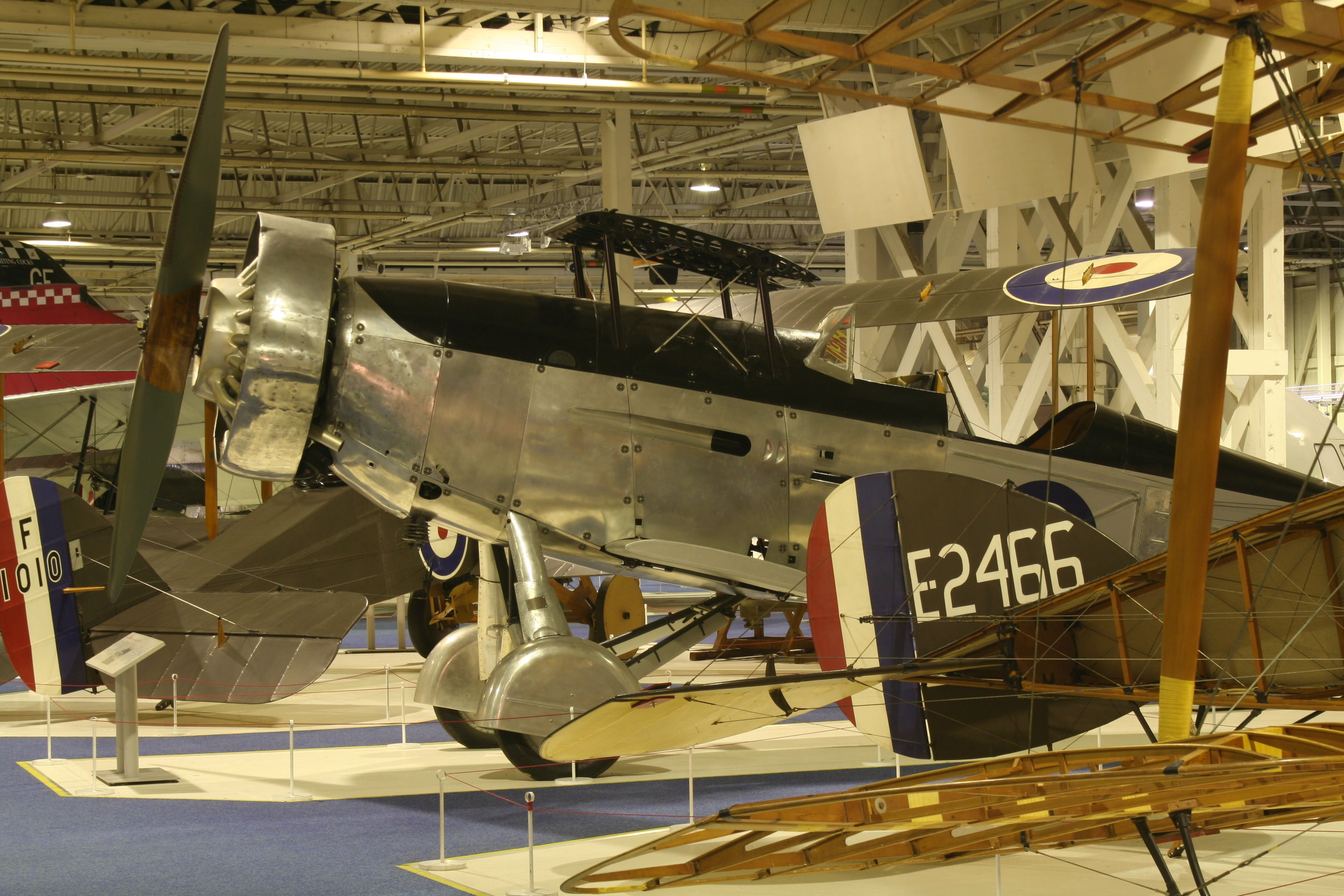
ウエストランド ウォレスのタウンエンド・リング

タウンエンド・リング（Townend Ring）は、抗力の低減と冷却効率を高めるために装着される航空機用星形エンジンのシリンダー周囲を覆う奥行きの浅いカウルである。

## 開発
タウンエンド・リングは1929年にイギリス国立物理学研究所のヒューバート・タウンエンド博士（Dr. Hubert Townend）により考案された。特許は1929年にボールトンポール社により裏書された。アメリカ合衆国では星形エンジンの抗力（drag）を低減させることから「ドラッグ・リング」（"drag ring"）と呼ばれることもあり、奥行きの深いNACAカウリングが一般的になる前の1930年から1935年頃にかけての高速機の設計に広く採り入れられた。エンジン部を通過して膨張した空気から推進側に働く推力が発生して航空機の最高速度が10から15 mph増加するとも云われたが、温度の差や大量の気流が関係するので、このような効果は物理的に信じがたい。
タウンエンド・リングを装着した機体にはダグラス O-38、ビッカース ウェルズレイ、ウエストランド ウォレス、グロスター ガーントレットといったものがあった。当初はNACAカウリングよりも優れた設計であるという主張があったが、後の比較では250 mph以上の速度域ではタウンエンド・リングを装着した機体は性能が低下するということが実証された。